# Гаммер, Бен
Бенедикт Майкл Гаммер (англ. Benedict Michael Gummer; 19 февраля 1978, Лондон) — британский политик-консерватор, генеральный казначей и министр Кабинета с 2016 года по 2017 год. Сын политика Джона Гаммера. Потерял место в парламенте и членство в кабинете в ходе внеочередных парламентских выборы в Великобритании 2017 года.

## Политическая карьера
Гаммер изучал историю в Кембриджском университете. Он руководил инжиниринговой фирмой, с 2005 по 2010 годы был управляющим директором семейной экологической консалтинговой компании Sancroft International. Он также является автором книги о Черной смерти — The Scourging Angel.
С 2010 года по 2017 год — член парламента.
С мая по сентябрь 2012 года — парламентский советник лорда Фельдмана.
С 2012 по 2013 годы — парламентский секретарь государственного министра по вопросам международного развития Алана Дункана.
С 2013 по 2015 годы — личный парламентский секретарь министра образования.
С 2015 по 2016 годы — парламентский заместитель министра в Министерстве здравоохранения.
С 2016 по 2017 годы — Генеральный казначей, министр Кабинета.

## Семья
Бен Гаммер женат на Саре Лэнгфорд, адвокате по уголовному и семейному праву. Они воспитывают двоих сыновей.